# Melipotis marmoraris
Melipotis marmoraris är en fjärilsart som beskrevs av Achille Guenée 1852. Melipotis marmoraris ingår i släktet Melipotis och familjen nattflyn. Inga underarter finns listade i Catalogue of Life.